# Jerzy Joachim Retyk

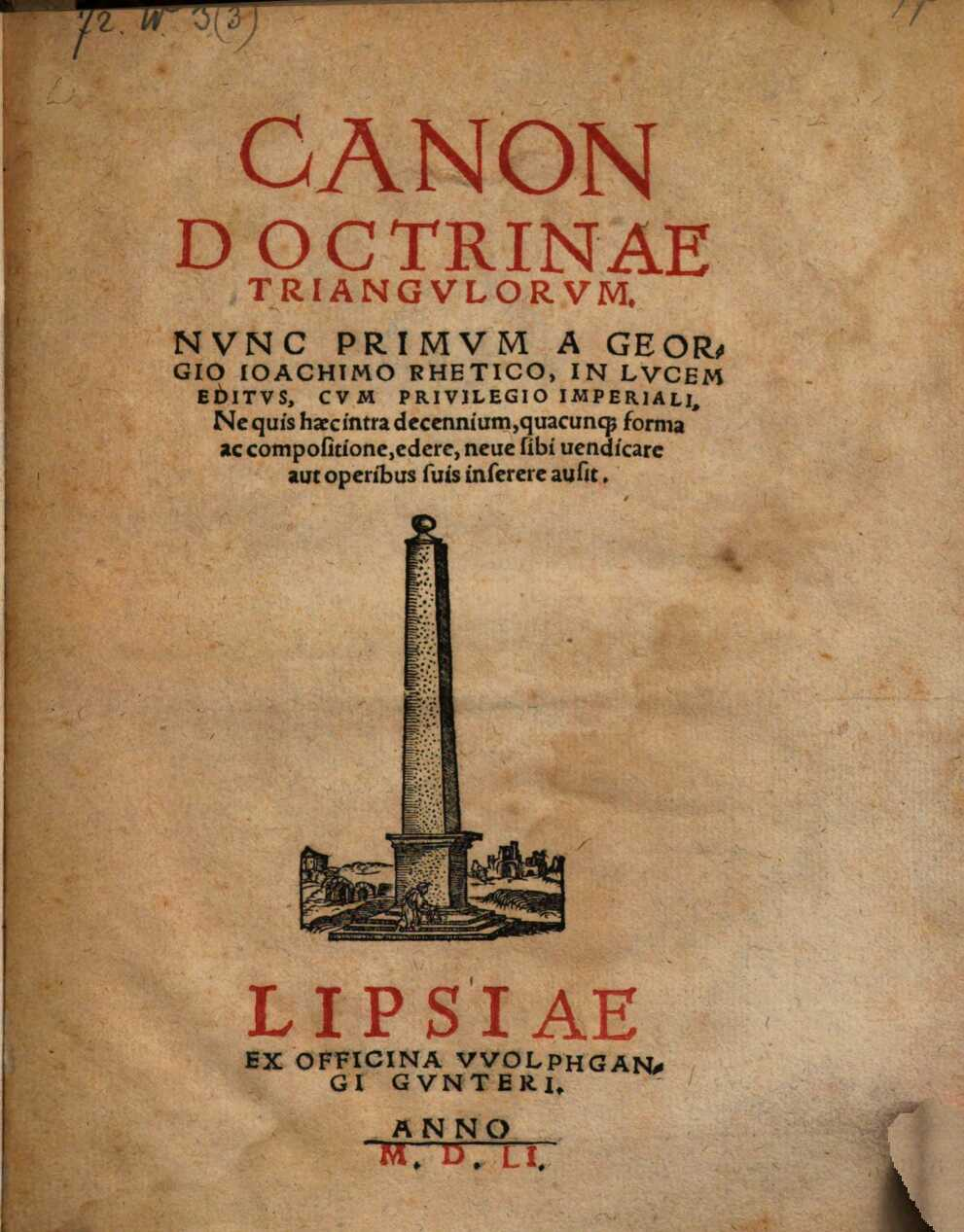
Canon doctrinae triangulorum autorstwa Jerzego Joachima Retyka, karta tytułowa, Lipsk 1551

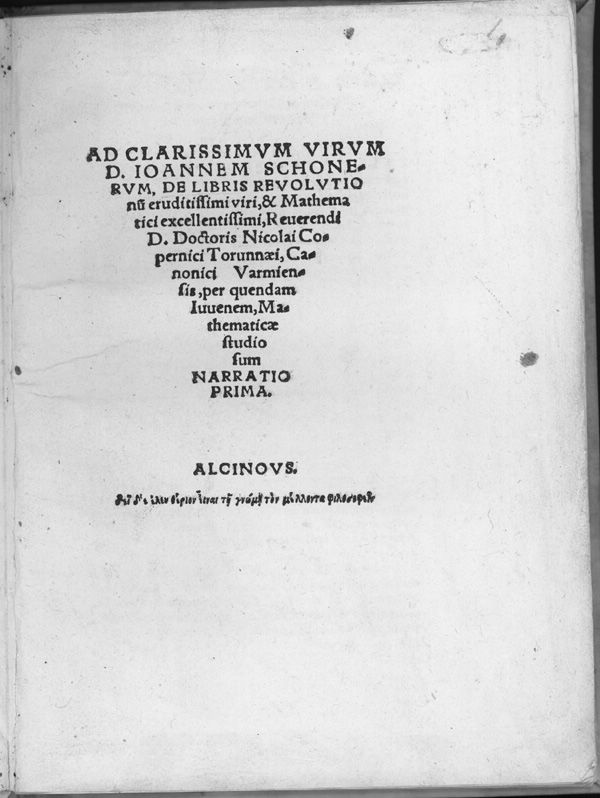
Karta tytułowa Narratio prima autorstwa Jerzego Joachima Retyka, Gdańsk, 1540

Georg Joachim von Lauchen, właściwie Georg Joachim Iserin, używał też nazwiska matki de Porris i jego niemieckiego tłumaczenia von Lauchen. Najbardziej znany z przybranego nazwiska Retyk (łac. Rheticus; ur. 16 lutego 1514 w Feldkirch, dzisiejsza Austria, zm. 4 grudnia 1574 w Koszycach, Węgry) – niemiecki uczony: astronom, matematyk, lekarz i kartograf; profesor i nauczyciel, twórca przyrządów nawigacyjnych i innych.

## Życiorys

### Pochodzenie i nazwiska
Lauchen to syn miejskiego lekarza i miejskiego urzędnika z Feldkirch, Georga Iserina i Włoszki, Thomasiny de Porris. Do 14 roku życia był nauczany i wychowywany przez ojca. W 1528 jego ojciec został oskarżony o czary, skazany i ścięty. W następstwie procesu o czary zakazane zostało używanie nazwiska ojca. Matka wraz z synem wróciła do nazwiska panieńskiego de Porris, w przełożeniu na niemiecki von Lauchen. W późniejszym okresie Georg von Lauchen przybrał też nazwisko Retyk – od rzymskiej prowincji Recja, w której się urodził.

### Wykształcenie, działalność naukowa i spotkanie z Mikołajem Kopernikiem
Pod wpływem swojego przyjaciela nauczyciela Achillesa Gassera, który przejął praktykę po straconym ojcu, Georg von Lauchen kontynuował naukę w łacińskiej szkole w Feldkirch, a następnie w latach 1528–1531 w Zurychu. W latach 1532–1536 studiował matematykę na Uniwersytecie w Wittenberdze. Na tymże uniwersytecie w 1537 objął katedrę matematyki niższej.
W październiku 1538 von Lauchen opuścił Wittenbergę i udał się w długą podróż naukową do Norymbergi na spotkanie z Johannesem Schönerem, aby omówić z nim ogólnie tylko znane tezy Mikołaja Kopernika. W Norymberdze von Lauchen spotkał się także z drukarzem Johannesem Petreiusem. W maju 1539 von Lauchen przybył do Fromborka, z zamiarem spotkania się z Kopernikiem i zapoznania z rękopisem jego dzieła. Przywiózł Kopernikowi w prezencie trzy duże tomy, które obejmowały pięć tytułów:
1. Almagest Ptolemeusza wydany w Bazylei, w 1538 (tom I)
2. Optika Witelona wydana w Norymberdze, w 1535 (tom II)
3. Instrumentum primi mobilis Apiana z 1534 (tom II)
4. Greckie wydanie geometrii Euklidesa wydane w Bazylei, w 1533 (tom III)
5. De tranigulis Regiomontana wydane w Norymberdze, w 1533 (tom III)

Trzy z tych pięciu tytułów zostały wydane przez Johannesa Petreiusa i stanowiły naoczny dowód, że Petreius poradzi sobie z wydaniem dzieła Kopernika. Von Lauchen przywiózł też Kopernikowi wyniki obserwacji Merkurego, które Kopernik wykorzystał do uwspółcześnienia fragmentów swojego dzieła, w części poświęconej tej planecie.
Wraz z Kopernikiem, lato 1539 spędził w Lubawie, u biskupa Tiedemanna Giesego. Von Lauchen stał się gorącym orędownikiem wydania drukiem rękopisu dzieła Kopernika. We wrześniu 1539 udał się do Gdańska, aby wydać Narratio Prima – krótkie przedstawienie najważniejszych tez poznanego u Kopernika rękopisu późniejszego De revolutionibus orbium coelestium. Narratio Prima (pol. Opowiadanie pierwsze) zawierało przystępny opis heliocentrycznej budowy świata, prezentując dyskusję dotyczącą „ruchów słońca”. Retyk merytorycznie przedstawił, dla których argumentów uznał system heliocentryczny za słuszny. Swoje argumenty podsumował następująco:

Wszystkie te zjawiska są ze sobą w godny podziwu sposób połączone jakby złotym łańcuchem. Każda planeta, poprzez swe miejsce, bieg i każdą zmianę swojego ruchu, dostarcza dowodu na to, że Ziemia się porusza. My zaś, którzy zamieszkujemy ziemski glob, zamiast przyjąć, iż jej położenie się zmienia, wierzymy w wędrówki planet, które odzwierciedlają jej ruch.

Zręcznym zabiegiem Jerzego Joachima von Lauchen było dodanie do Narratio Prima pochwały Prus. Takim działaniem von Lauchen zamierzał wpłynąć na Kopernika, aby ten zgodził się na wydanie drukiem swojego rękopisu, a jednocześnie zamierzał pozyskać patronat księcia Prus Albrechta.
W grudniu 1540 von Lauchen powrócił na chwilę do Wittenbergi, gdzie wygłosił cykl wykładów na podstawie Tractatus de sphaeria autorstwa Sacrobosco. Poinformował wówczas innych naukowców z tego uniwersytetu (Reinholda, Melantona) oraz Schönera o dziele Kopernika. Po ukończeniu wykładów Retyk udał się ponownie na spotkanie z Kopernikiem.
Jerzy Joachim von Lauchen opuścił Frombork w 1541, zabierając do druku w Norymberdze rękopis De revolutionibus. W sierpniu 1541 przedstawił kopię swojej pracy nad mapą Prus księciu pruskiemu Albrechtowi, dając mu jednocześnie w darze instrument służący do pomiaru długości dnia. Von Lauchen wiedział, że książę bezskutecznie próbował ustalić, w jaki sposób obliczyć długości trwania dnia. Działaniami tymi von Lauchen chciał uzyskać przychylność i poparcie Hohezollerna. Książę poparł wydanie dzieła.
Opowiedzenie się przez Retyka po stronie heliocentryzmu spowodowało zaraz po powrocie do Wittenbergi (we wrześniu 1541) ostry konflikt z przywódcami Kościoła luterańskiego, przede wszystkim z samym Marcinem Lutrem oraz z Filipem Melanchtonem, który uznał naukę „sarmackiego filozofa” za absurd, niezgodny z tekstem Biblii. Nie chcąc dopuścić do zaognienia sytuacji, już jako dziekan wydziału humanistycznego w semestrze zimowym 1541/1542 dał wykład Almagestu Ptolemeusza oraz Początków astronomii Al-Fergana, pozornie wyrażając tym swoją aprobatę dla tradycyjnej geocentrycznej astronomii.

### Udział w wydaniuDe revolutionibus
Po powrocie do Wittenbergi został wybrany dziekanem wydziału nauk humanistycznych i zajął się sprawami wydania drukiem rękopisu Kopernika. W maju 1542 udał się do Norymbergi, gdzie zlecił wydanie książki norymberczykom (Schönerowi, Ossiandrowi i Petreiusowi). Dozorował druk De Revolutionibus, ale zanim praca została skończona wyjechał do Lipska, by zacząć uczyć w październiku 1542. Dzieło zostało wydane w 1543. 

### Okres późniejszy i skandal obyczajowy
W latach 1542–1551 von Lauchen był profesorem wyższej matematyki na uniwersytecie w Lipsku, gdzie pozostał do 1545. W późniejszych latach często podróżował do Feldkirch, Mediolanu, Lindau (Bodensee) i Konstancji, gdzie nauczał matematyki. W 1547 zachorował, a po powrocie do zdrowia studiował medycynę w Zurychu i w 1548 wrócił do Lipska.W roku 1550 wydał efemerydy na rok 1551 obliczone na podstawie De Revolutionibus. W 1551 roku jego działalność naukową przerwał skandal – von Lauchen został oskarżony o stosunek homoseksualny ze studentem (kodeks karny cesarza Karola V z 1532 przewidywał za takie czyny karę śmierci na stosie). Zagrożony procesem obyczajowym zbiegł do Chemnitz, a następnie do Pragi. Podczas procesu pod nieobecność oskarżonego, sąd skazał go jedynie na relegację z uczelni na 101 lat, przy czym z uwagi na jego wysoką pozycję naukową, postanowiono nie ogłaszać publicznie wyroku. 
W latach 1554–1574 mieszkał w Krakowie, gdzie pracował m.in. nad dziesięciocyfrowymi tablicami trygonometrycznymi. W Krakowie von Lauchen zamieszkał w kamienicy Kaufmanowskiej w Rynku Głównym, gdzie intensywnie rozmyślał nad sposobem wybudowania niezbędnego do prowadzenia obserwacji i obliczeń astronomicznych obelisku. Prawdopodobnie ok. 1555 r. udało mu się wznieść obelisk o wys. 14,6 m, który został ustawiony na terenach posiadłości Bonerów w Balicach. Jako miejsce jego lokalizacji wskazuje się też niekiedy „ogród heretyków” na Wesołej. Na szczycie obelisku uczony umieścił kulę, aby dokładnie wyznaczać punkt, w którym znajduje się cień końca obelisku. Krakowski obelisk stał się wyjątkowym obserwatorium astronomicznym – pierwszym tego typu w Europie. Po wyjeździe uczonego z Krakowa, jego obelisk został w 1574 r. zniszczony przez studentów Akademii Krakowskiej, jako wytwór heretycki i godzący w nauki Kościoła. Podobiznę obelisku von Lauchen umieszczał na kartach tytułowych swoich prac matematycznych i astronomicznych. Od 1557 r. rysunek obelisku stał się godłem krakowskiej oficyny wydawniczej Łazarza Andrysowica. 
Przez ostatnie 20 lat życia utrzymywał się z prowadzenia praktyki lekarskiej. Zmarł w Koszycach w 1574.
Jerzy Joachim von Lauchen był właścicielem autografu De revolutionibus, który po jego śmierci przejął jego uczeń i współpracownik, Walentyn Otho.

## Wybrane dzieła
- Narratio prima (Gdańsk 1540, kompendium astronomii heliocentycznej) – dzięki niezwykłej (na owe czasy) treści, dotyczącej nowego modelu świata, jak i walorom pisarskim, humanistycznej formie i jasnej kompozycji oraz umiejętności podawania faktów broszura Retyka uzyskała większy sukces wydawniczy niż samo dzieło Kopernika (w XVI wieku De revolutionibus miało tylko 2 wydania, a Narratio prima – aż 4).
- Canon doctrinae triangulorum (Lipsk 1551, tablice trygonometryczne)
- Opus Palatinum de triangulis (Neustadt 1596, kompendium wiedzy trygonometrycznej wraz z nowo obliczonymi tablicami, dzieło wydane po śmierci)

## Patron
Dla uczczenia jego pamięci jednemu z kraterów uderzeniowych na Księżycu nadano imię Rhaeticus.

## Jerzy Joachim Retyk w kulturze
Postać Retyka i jego spotkanie z Mikołajem Kopernikiem zostało ukazane w polskim filmie historycznym z 1972 Kopernik. Retyka zagrał w tym filmie niemiecki aktor Klaus-Peter Thiele.